# Paul Putz
Paul Putz était un arbitre belge de football des années 1920. 

## Carrière
Il a officié dans des compétitions majeures : 
- JO 1920 (3 matchs)
- JO 1924 (1 match)